# رامون سانشيز (عازف قيثارة)
رامون سانشيز (بالإسبانية: Ramón de Algeciras)‏ (و. 1938 – 2009 م) هو عازف قيثارة، وفنان موسيقي ‏، وملحن إسباني، ولد في الجزيرة الخضراء، يستخدم آلات قيثارة، توفي في مدريد، عن عمر يناهز 71 عاماً، بسبب مرض.

## وصلات خارجية
- رامون سانشيز على موقع IMDb (الإنجليزية)
- رامون سانشيز على موقع ميوزك برينز (الإنجليزية)
- رامون سانشيز على موقع ميوزك برينز (الإنجليزية)
- رامون سانشيز على موقع ديسكوغز (الإنجليزية)
- رامون سانشيز على موقع ديسكوغز (الإنجليزية)

- رامون سانشيز في قاعدة بيانات الأفلام على الإنترنت